# Natthanan Junkrajang
Natthanan Junkrajang, född 13 april 1986, är en thailändsk simmare. 
Junkrajang tävlade i två grenar (100 och 200 meter frisim) för Thailand vid olympiska sommarspelen 2008 i Peking. Vid olympiska sommarspelen 2012 i London tävlade Junkrajang i två grenar (200 och 400 meter frisim). 
Vid olympiska sommarspelen 2016 i Rio de Janeiro blev Junkrajang utslagen i försöksheatet på 100 meter frisim.